# دريتان أبازوفيتش
دريتان أبازوفيتش (مواليد 25 ديسمبر 1985) هو سياسي من الجبل الأسود يشغل منصب رئيس الوزراء منذ أبريل 2022.